# Earl's Seat
Earl's Seat (578 m) è la collina più alta dei Campsie Fells nella Scozia centrale. Si trova al confine tra Stirling e il Dunbartonshire Orientale nella Scozia centrale. Situata su un altopiano nel cuore dei Campsies sopra il villaggio di Strathblane, la sua vetta è contrassegnata da un punto trigonometrico.